# Aspergillus niger
Aspergillus niger é um fungo e é uma das espécies mais comuns do gênero Aspergillus. Ela provoca uma doença chamada mofo-preto em algumas frutas e legumes como uvas, cebolas e amendoim, e é um contaminante comum de alimentos. Ele é onipresente no solo e é comumente relatado em ambientes internos, onde suas colônias pretas podem ser confundidas com as de Stachybotrys (cujas espécies são também chamadas de "bolor-negro").
Tem sido relatado que algumas cepas de A. niger produzem potentes micotoxinas chamadas ocratoxinas, mas outras fontes discordam, alegando que este relatório é baseado em erros de identificação das espécies fúngicas. Evidências recentes sugerem algumas A. verdadeira cepas de A. niger produzem ocratoxina.